# Râul Aheloos
Acheloos ( în Greacă Αχελώος) este un râu situat in Epir, o regiune din NV Greciei. Izvorăște din Munții Pindului și se varsă în Marea Ionică, printr-un estuar la sud de localitatea Dioni. În amonte de localitatea Stratos, pe râu a fost construit barajul omonim.